# Master of Arts

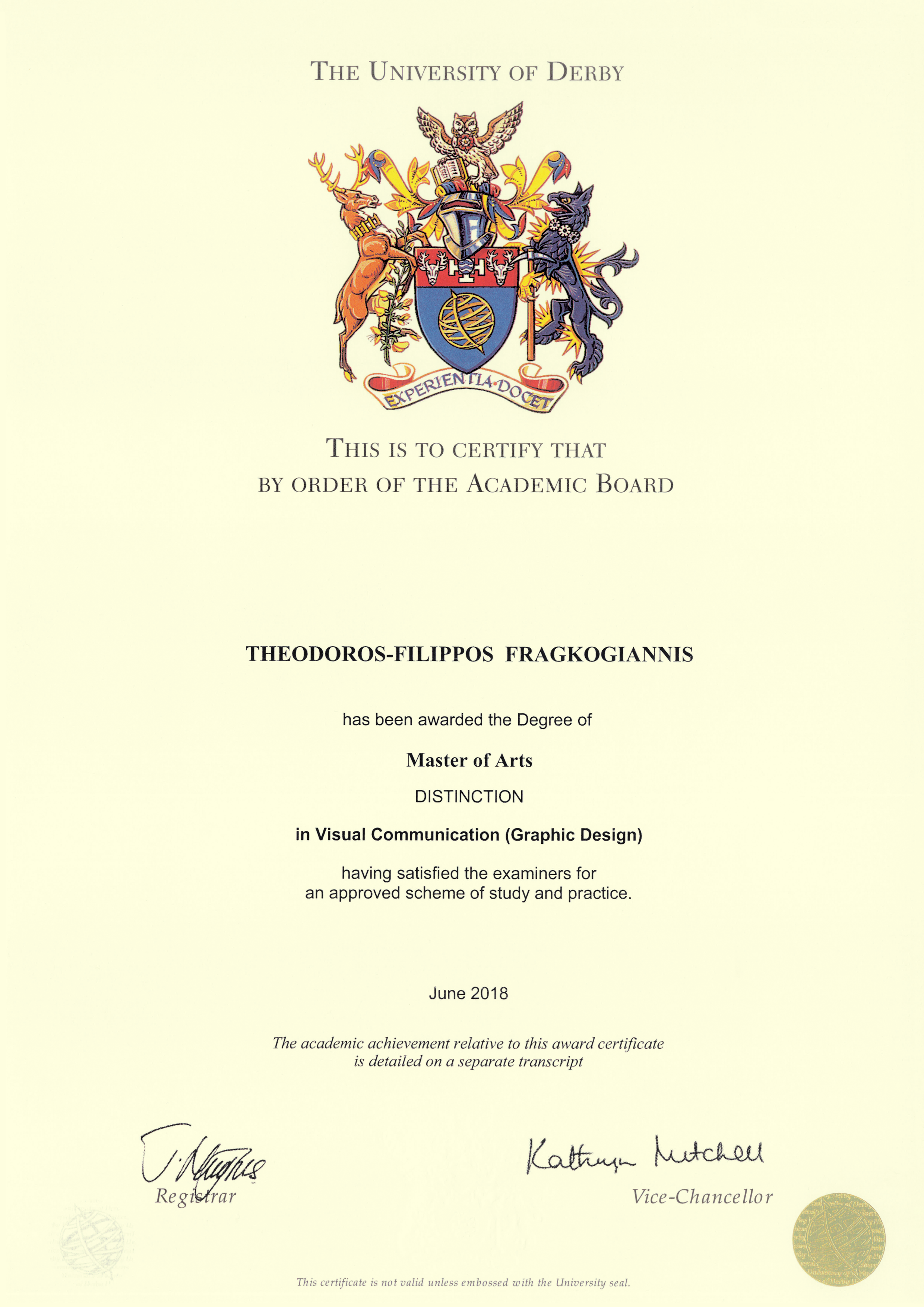
Mestrado em Artes em Comunicação Visual (Design Gráfico) concedido pela Universidade de Derby em 2018

Master of Arts, significando mestre de artes ou mestrado em artes, do latim Magister Artium, é um grau acadêmico de pós-graduação de mestre concedido por universidades em um grande número de países.
Este grau é tipicamente outorgado nas áreas de Belas Artes, Ciências Humanas, Ciências Sociais ou Teologia e pode ter ênfase apenas na educação, na pesquisa ou uma combinação dos dois. Na Universidade de Oxford, na de Cambridge e Dublin, entretanto, é concedida sem examinação mais adicional àquelas que são intituladas ao grau de graduação de Bachelor of Arts após um determinado número de anos, e nas antigas universidades da Escócia é concedido como um primeiro grau aos graduados.
Originou-se numa licenciatura, ou Licentia docendi, pela Universidade de Paris.